# Зулусы
Зулу́сы (зулу amaZulu, англ. Zulus) — африканский этнос численностью около 16 млн человек, проживающий в основном в провинции Квазулу-Натал в Южно-Африканской Республике. Небольшие группы зулусов проживают также в Эсватини, Лесото, Зимбабве, Замбии и Мозамбике.
Язык зулу принадлежит к группе нгуни семьи банту.
Зулусское королевство сыграло важную роль в истории нынешней ЮАР в XIX и XX веках. В эпоху апартеида зулусы в ЮАР, будучи крупнейшей этнической группой, рассматривались как «граждане второго сорта».
К зулусам близки такие народы, как коса, свази, матабеле и нгони.

## Этногенез
Согласно археологическим данным, появление предков современных бантуязычных народов в Южной Африке относится ещё к первым столетиям нашей эры. В Южной Африке предки современных банту вступали во взаимодействия с охотниками-собирателями бушменами. Именно благодаря этому взаимодействую в их языках — коса и зулу — появились щёлкающие согласные, свойственные койсанским языкам бушменов. По свидетельствам первых португальских мореплавателей, к началу XVI века юго-восточное побережье современной провинции Квазулу-Натал было уже достаточно плотно заселено общинами банту — предками современных зулусов. Они жили небольшими группами, номинально признавая власть верховного вождя. К началу XVIII века рост населения, совершенствование сельскохозяйственной технологии и торговая конкуренция с европейцами привели к необходимости централизации и расширения власти вождей. Особенного успеха добились два клана: ндвандве к северу от реки Умфолози и мтетва к югу от неё.
Первоначально собственно зулусы были одной из подгрупп (isizwe «народ», или isibongo «клан») мтетва. Своё название (amaZulu, «дети неба») они получили в начале XVIII века, когда около 1709 Зулу каНтомбела основал новый клан. К 1781 году в клане зулусов было около полутора тысяч членов.

## Одежда
Традиционная одежда зулусов — набедренные кожаные повязки, фартуки, а на предплечьях и икрах — хвосты животных. Заслуженные воины носили особые прически с кольцом на голове из трав и воска. Сейчас традиционная одежда полностью заменена европейской и сохраняется исключительно в фольклорных ансамблях.

## История

### Правление Чаки
Быстрое расширение владения зулусов началось в 1816 году, когда к власти пришёл Чака, незаконный сын вождя Сензангаконы. В 1817 году ндвандве убили правителя (инкоси) мтетва Дингисвайо (зулусы в этой войне не участвовали) и Чака стал верховным правителем мтетва. Чака провёл военные и социальные реформы, способствовавшие военным успехам зулусов и интеграции завоёванных кланов в его вождество. Уже к 1819 году зулусы разгромили ндвандве и вынудили их отступить на территорию современного Королевства Эсватини. В 1824 году площадь Зулуленда составляла 20 000 км², а население — 250 000 человек.

#### Военные реформы Чаки
Чака провёл полную реорганизацию военной системы зулусов: от призыва до тактики и вооружения.
Им были призваны на военную службу все мужчины от 20 до 40 лет, способные носить оружие. Из них он образовал несколько военных подразделений — амабуто (мн. ч. от ибуто), которые составили ядро будущей армии зулусов. В основу своей военной организации Чака положил принципы, которые он выработал, находясь на службе у Дингисвайо. Любое нарушение дисциплины или невыполнение приказа влекло за собой смерть. Чака также установил жёсткие ограничения на общение между полами. Все девушки объединялись в женские амабуто, которые выполняли главным образом хозяйственные функции. Внебрачные связи между представителями мужских и женских «полков», если на то не было особого распоряжения Чаки, карались смертью. Разрешение же на вступление в брак получали лишь особо отличившиеся в боях воины и ветераны, увольнявшиеся с военной службы.
Вооружение армии зулу состояло из щитов высотой чуть меньше роста человека, изготовленных из выдубленной и высушенной бычьей кожи, натянутой на деревянный каркас, а также тяжёлого укороченного ассегая для ближнего боя. При амабуто были образованы отряды носильщиков, состоявшие из юношей, в чьи обязанности входило нести продовольственные припасы и минимально необходимый набор бытовых принадлежностей. В мирное время армия зулу подвергалась постоянным военным тренировкам и упражнениям, что вскоре превратило её в самую мощную среди африканцев военную силу Южной Африки.
Чака также впервые использовал тактику, получившую название «рога буйвола» (izimpondo zankhomo).
Вся армия разделялась на три части:
1. «Рога» (izimpondo), охватывавшие противника с фланга, в эти полки обычно ставили молодых, неопытных воинов;
2. «грудь» (isifuba) была основной ударной силой, осуществлявшей фронтальное нападение;
3. в «туловище» входили резервы и полки, предназначенные для добивания противника, в этих полках служили главным образом ветераны.

### Правление Дингане
После убийства Чаки в 1828 году инкоси стал его сводный брат Дингане, который был среди убивших Чаку заговорщиков. Дингане ослабил весьма жёсткие требования Чаки относительно возраста вступления в брак и устройства армии. В правление Дингане начались первые конфликты с бурами, достигшими Зулуленда в ходе Великого трека. В 1838 году зулусский инкоси убил в своём краале предводителя партии буров Пита Ретифа и 70 его невооружённых спутников. После этого зулусы напали на караван буров возле Блукранса (резня при Блукрансе), однако буры выбрали себе нового лидера — Андриса Преториуса — и 16 декабря 1838 года нанесли зулусам сокрушительное поражение в битве при реке Инкоме, которая после этого вошла в историю под названием «Кровавой». Через четыре дня буры разрушили столицу зулусов Мгунгундлову. Таким образом, при Дингане зулусы уступили часть своих земель бурам. На них к югу от Тугелы и к западу от британского поселения Порт-Натал бурские колонисты во главе с Преториусом в 1839 году основали республику Наталь. Власть верховного правителя несколько ослабла, однако зулусская держава оставалось мощной силой в этом регионе.

### Правление Мпанде
В 1840 году брат Дингане, Мпанде, при поддержке буров сверг вождя и занял его место. В это время Преториус и Мпанде поддерживали мирные отношения. В 1842 году между бурами и британцами разразилась война, в которой последние победили. Республика Наталь была присоединена к британским владениям. В этой войне Мпанде поддержал британцев.
В 1843 году Мпанде начал борьбу с несогласными среди зулусов. В результате тысячи людей бежали из его владений, в том числе в британский Натал. Многие из беженцев забрали с собой и скот; Мпанде, стремясь захватить скот обратно, вторгался в соседние земли. В 1852 году он устроил рейд в Свазиленд, но британцы вынудили Мпанде от этих планов отказаться.
В это же время разразилась борьба за престолонаследие между сыновьями Мпанде — Кетчвайо и Мбуязи. Мбуязи был убит в бою, и Кетчвайо стал постепенно захватывать власть. Когда 74-летний Мпанде скончался в 1872 году, Кетчвайо стал верховным правителем зулусов.

### Правление Кетчвайо и англо-зулусская война
В 1873 году в Зулуленд из Натала была отправлена специальная миссия во главе с министром по туземным делам Теофилом Шепстоуном для проведения официальной церемонии интронизации, но за несколько дней до её прибытия зулусы уже провели все полагавшиеся согласно традиции ритуалы. Церемония «коронации», которую провёл 1 сентября 1873 года Т. Шепстоун, означала лишь официальное признание власти Кетчвайо со стороны британских колониальных властей.
В 1877-м Зулуленд (почти полностью окружённый британскими землями) стал представлять проблему для колониальной администрации, стремившейся консолидировать свою власть в Южной Африке. В 1879 году британские войска перешли границу и вторглись в Зулуленд. Несмотря на то, что сначале зулусам удалось 22 января 1879 года разбить один из британских отрядов, вторгшихся в Зулуленд в битве при Изандлване, после поражения 4 июля в битве при Улунди зулусская держава фактически прекратила своё существование.
После поражения в войне Зулуленд был разделён на 13 мелких вождеств, к правителю каждого из которых был приставлен британский «советник». Зулусская система военного набора была отменена. Кетчвайо в 1882 году посетил Великобританию, где его тепло приняла королева Виктория. По возвращении в Зулуленд Кетчвайо вступил в противостояние с Зибебу, правителем крупнейшего вождества на территории Зулуленда, и потерпел поражение (опять-таки при Улунди). В 1884 году Кетчвайо скончался в Эшове. Среди зулусов до сих пор распространено убеждение, что он был отравлен.

### Динузулу и полная потеря независимости
После смерти Кетчвайо его сын Динузулу призвал на помощь против мятежников войска Трансвааля под командование Луиса Боты. Взамен он пообещал им 10 400 км² земли, что составляло больше трети всего Зулуленда. После победы бурских наёмников Динузулу выполнил своё обещание и на этой территории на севере Зулуленда была создана имевшая выход к морю Ниёве Републик.
В 1887 году Зулуленд, формально оставаясь независимым, стал британским протекторатом, а в 1897 году был полностью присоединён к Наталу. В 1890 году Динузулу был захвачен британцами и сослан на остров Святой Елены на 10 лет за сопротивление британцам, но освобождён в 1897 году.
В 1906 году зулусы под предводительством вождя клана зонди Бамбаты каМанкинзы подняли восстание против британцев. В июле они потерпели тяжёлое поражение от соединённого корпуса британской армии и туземной полиции Наталя: погиб сам Бамбата и около 600 человек из его полуторатысячного отряда; около 5 000 человек, поддерживающие восставших, были приговорены к штрафам или высылке. Динузулу также был обвинён в содействии восставшим и приговорён к 4 годам тюремного заключения. В 1910 году Луис Бота стал премьер-министром Южно-Африканского Союза и добился того, чтобы Динузулу отбывал свой срок на ферме в Трансваале. Там Динузулу и умер в 1913 году.
Сын Динузулу — Соломон КаДинузулу — никогда не был признан властями в качестве инкоси зулусов: официально он был лишь местным вождём, но имел большой авторитет среди других предводителей зулусских кланов, политиков — таких как Джон Лангалибалеле Дубе — и простого народа. В 1923 году Соломон создал организацию под названием Inkatha YaKwaZulu («Инката Зулуленда»), чтобы утвердить своё право на трон, однако она не играла большой роли в политике, пока в 1970-х годах её не возродил Мангосуту Бутелези, бывший главным министром бантустана Квазулу. В декабре 1951 года Киприан Бекузулу, сын Соломона, был провозглашён верховным вождём зулусов, однако истинная власть принадлежала южноафриканским чиновникам, управлявшим через местных марионеточных вождей.

### Апартеид

#### Бантустан Квазулу
В эпоху апартеида для зулусов был создан бантустан Квазулу. В 1970 году, согласно Закону о гражданстве чёрных областей, все зулусы должны были стать гражданами Квазулу, потеряв гражданство ЮАР. Бантустан состоял из множества отдельных районов в нынешней провинции Квазулу-Натал. Тысячи зулусов, живших на частных землях вне Квазулу, были лишены своей собственности и переселены на земли Квазулу. К 1993 году около 5,32 млн зулусов жило в Квазулу и ещё около 2 млн — в других районах страны. Премьер-министром Квазулу с его создания в 1970 году (под названием Зулуленд) был вождь Мангосуту Бутелези. В 1994 году Квазулу и Натал были объединены, образовав провинцию Квазулу-Натал.

#### Инката
В 1975 году Бутелези возродил организацию Inkatha YaKwaZulu, создав Партию свободы «Инката». Формально эта партия была движением протеста против апартеида, но всё же придерживалась более консервативных взглядов, чем АНК. К примеру, «Инката» выступала против вооружённой борьбы и международных санкций, которым подвергалась ЮАР. Вначале отношения «Инкаты» и АНК были хорошими, но в 1979 году, после восстания в Соуэто, они вступили в противостояние.
Поскольку взгляды руководства «Инкаты» были сравнительно близки политике правительства, это была единственная организация, которую оно признавало в качестве выразителя мнений чёрного большинства (все прочие, включая АНК, были запрещены). В последние годы апартеида в своей поддержке «Инкаты» правительство доходило даже до тайного снабжения партии деньгами и инструкторами по партизанской войне. Тем не менее, несмотря на сильное давление со стороны правительства, Бутелези так и не принял «независимость», которую Претории удалось навязать бантустанам Сискей, Транскей, Бопутатсвана и Венда.

#### Столкновения
С 1985 года сторонники оппозиционных протестных движений в нынешнем Квазулу-Натале принимали участие в кровавых столкновениях. Главным образом в них участвовали члены АНК и «Инкаты», причём обе стороны совершали преступления. Полагали, что за многими из них стоят члены органов государственной безопасности — «третья сила». Столкновения продолжались все 1980-е годы и стали ещё более жестокими в 1990-е, в ходе кампании перед выборами 1994 года.

### Современность
В наши дни, хотя Квазулу-Натал и остаётся основным местом расселения зулусов, многие из них переехали в экономически более благополучный Гаутенг, где зулу является самым распространённым домашним языком, опережая сесото. Кроме того, зулу распространён в преимущественно сельской провинции Мпумаланга.
Зулусы играют важную роль в политике ЮАР. Мангосуту Бутелези в течение одного президентского срока был одним из двух вице-президентов страны, когда было создано правительство национального единства и нормализация отношений между сторонниками АНК и «Инкаты» была одной из первоочередных задач. Ещё два зулуса-члена АНК были вице-президентами: Джейкоб Зума и Пумзиле Мламбо-Нгкука. В 2007 году Зума был избран президентом АНК. С 6 мая 2009 года по 14 февраля 2018 занимал пост президента ЮАР. По обвинению в коррупции был вынужден уйти с поста лидера АНК и президента ЮАР.
До настоящего времени существует титул «король зулусов», который с 1971 по 2021 г. носил Гудвилл Звелитини. В ходе борьбы против апартеида король занимал в основном пассивную позицию, что привело к превращению титула скорее в церемониальный, чем в должность, связанную с истинной властью.

## Зулусская музыка
Как и в других африканских обществах, у зулусов через музыку выражаются чувства, которые нельзя выразить словами. Для зулусской музыки важны не только ритм и мелодия, но и гармония, известная как isigubudu.
Популярные жанры зулусской музыки — масканда и мбаканга.
Зулусская музыка хорошо известна и за пределами ЮАР; свою роль в этом сыграли и белые музыканты, игравшие вместе с зулусами или исполнявшие песни зулусских композиторов. Среди таких белых музыкантов — Пол Саймон и южноафриканец Джонни Клегг.
Как пример собственно зулусской группы, делающей музыкальные традиции своего народа известными по всему миру, можно назвать популярный ансамбль «Ladysmith Black Mambazo». Выступив совместно с Полом Саймоном на его альбоме Graceland, они отправились в собственное мировое турне и получили две премии «Грэмми».

## Язык
Собственный язык зулусов — зулу, или isiZulu, язык семьи банту, принадлежащий к группе нгуни и близкий языкам коса и свати. Зулу — самый распространённый язык в ЮАР. При этом многие зулусы также говорят на английском, португальском, сесото и других языках ЮАР.

## Религия
Среди зулусов есть христиане (в основном протестанты и католики); многие из них, даже христиане, сохраняют приверженность традиционным верованиям. Большинство христианских общин (церквей) носят синкретический характер.
В доколониальный период у зулусов в религиозной жизни преобладали анимистические верования и культ предков. Зулусы почитали высшего или небесного духа — Ункулункулу. Он выступает в качестве одновременно первопредка и демиурга. Зулусы считали, что он является предком Чаки, и почитали его как предка всех зулусов. Зулусы верили, что он не вмешивается в частные, обыденные вопросы человеческой жизни, но под его влиянием находятся природные стихии. Он научил людей добывать огонь, пользоваться орудиями труда, возделывать землю и использовать скот. В обычной жизни зулусы к Ункулункулу, однако, почти не обращались. Основным содержанием религиозных воззрений зулусов являлось поклонение духам предков. Умершие предки — во всех поколениях и на разных уровнях родства — рассматриваются как полноправные члены рода, общины. Тем самым подчёркивается непрерывность семейно-родовых уз. Духи предков выступают посредниками между людьми и более сильными духами, как Ункулункулу.